# Locquignol
Locquignol est une commune française, située dans le département du Nord, en région Hauts-de-France.
Boisée sur 90 % de son territoire, Locquignol est connue pour être la commune la plus étendue des Hauts-de-France.

## Géographie
Locquignol se situe dans le sud-est du département du Nord, au sein du Parc naturel régional de l'Avesnois, à 20 km au sud-ouest de Maubeuge, 23 km au sud-est de Valenciennes et 67 km au sud-est de Lille à vol d'oiseau.
Le bourg est situé sur la Rhonelle, dans une clairière au cœur de la forêt de Mormal, plus grand massif forestier du Nord-Pas-de-Calais. Locquignol a la particularité d'être couverte sur plus de 90 % de son territoire par cette forêt domaniale, ce qui explique, avec sa superficie de 97,55 km2, qu'elle soit la commune la plus étendue de la région (plus de deux fois plus grande que Morbecque, deuxième plus grande ville de la région, et presque trois fois plus grande que Lille). Locquignol s'est longtemps proclamée la commune ayant la plus grande superficie en France.[réf. nécessaire] En réalité, pour l'ensemble de la France métropolitaine, elle est largement distancée, pour ce critère de superficie, par Arles (75 893 ha, presque huit fois plus étendue) ainsi que par plusieurs autres communes.
La source de l'Écaillon se trouve sur le territoire de la commune.

### Hydrographie

#### Réseau hydrographique
La commune est située dans le bassin Artois-Picardie. Elle est drainée par l'Helpe Mineure, la Rhonelle, la Sambre canalisée, l'Aunelle, la Sambrette, la Cabine, la Carmagnole, la Maison Forestière d'Hecq, la Petite Rhonelle, la Rue du Pied Perchon, la Rue Salée, l'Auberge du Croisil, le Bottiau, le Brai des Hommes, le Brai Grande Rouillie, le Brai Martin, le Brai Moulcon, le Brai Poirier, le Brai Préchon, le Brai Rouillies, le canal de l'écaillon, le Coucou Auberge, le Culot Noir, le Grand Rieu,,.
L'Helpe Mineure, d'une longueur de 50 km, prend sa source dans la commune de Ohain et se jette  dans la Sambre canalisée sur la commune, après avoir traversé douze communes. Les caractéristiques hydrologiques de l'Helpe Mineure sont données par la station hydrologique située sur la commune. Le débit moyen mensuel est de 3,56 m3/s. Le débit moyen journalier maximum est de 63,7 m3/s, atteint lors de la crue du 6 janvier 2001. Le débit instantané maximal est quant à lui de 74,9 m3/s, atteint le 21 décembre 1993.
La Rhonelle, d'une longueur de 32 km, prend sa source dans la commune  et se jette  dans le Vieil Escaut à Valenciennes, après avoir traversé douze communes.
La Sambre canalisée est un canal, chenal et un cours d'eau naturel, d'une longueur de 101 km, qui prend sa source dans la commune de Rejet-de-Beaulieu, s'écoule vers le nord-est et franchit la frontière belge au droit de Jeumont.
L'Aunelle, d'une longueur de 27 km, prend sa source dans la commune  et se jette  dans l'Hogneau à la frontière franco-belge en face de Quiévrain et Hensies.
La Sambrette, d'une longueur de 10 km, prend sa source dans la commune  et se jette  dans la Sambre canalisée à Aulnoye-Aymeries, après avoir traversé quatre communes.

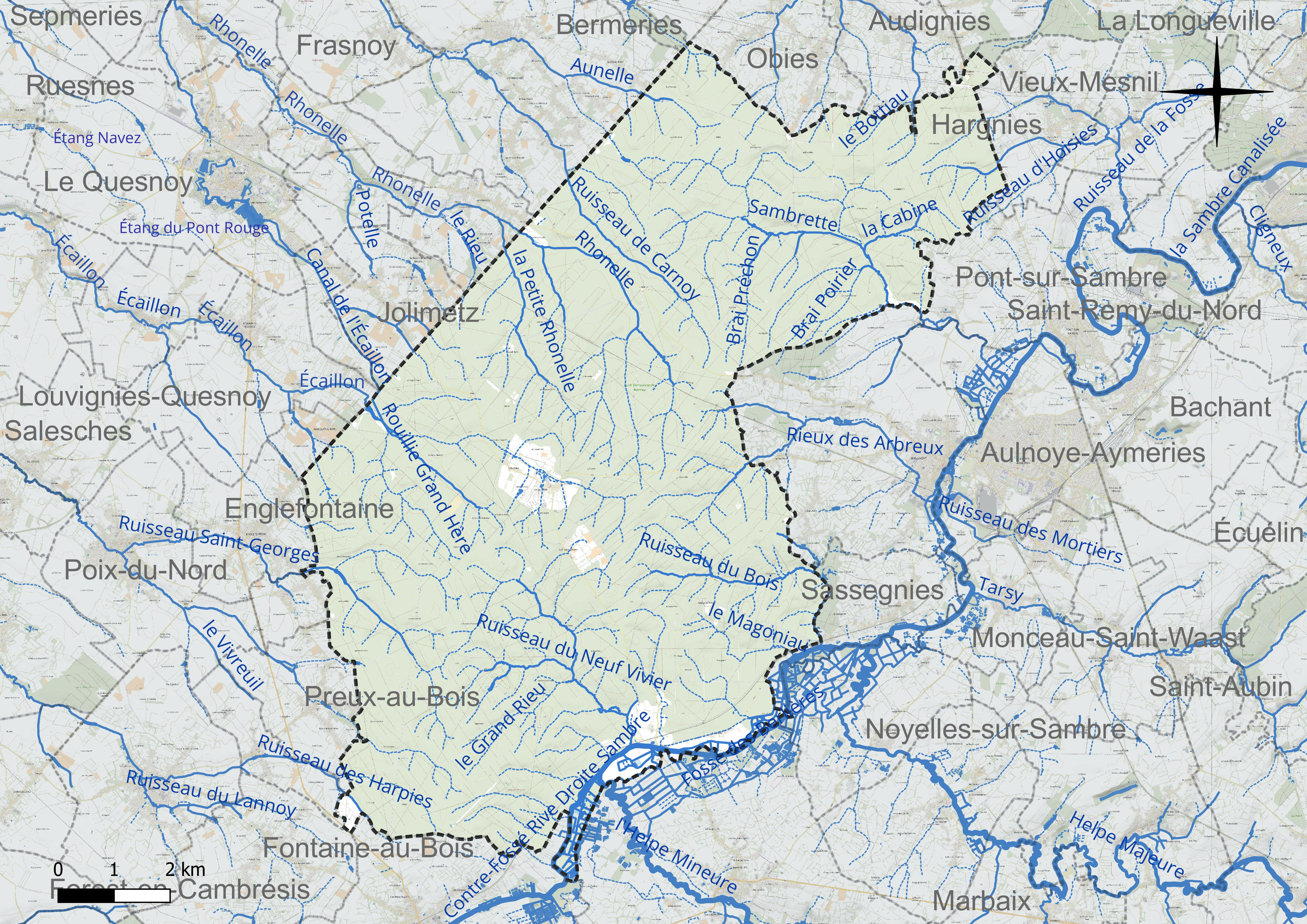
Réseau hydrographique de Locquignol.

Deux plans d'eau complètent le réseau hydrographique : l'étang David (0,4 ha) et l'étang de l'écaillon (1,7 ha),.

#### Gestion et qualité des eaux
Le territoire communal est couvert par le schéma d'aménagement et de gestion des eaux (SAGE) « Escaut ». Ce document de planification concerne un territoire de 2 005 km2 de superficie, délimité par le bassin versant de l'Escaut. Le périmètre a été arrêté le 9 juin 2006 et le SAGE proprement dit a été approuvé le 13 juillet 2021. La structure porteuse de l'élaboration et de la mise en œuvre est le syndicat mixte Escaut et Affluents (SyMEA).
La qualité des cours d'eau peut être consultée sur un site dédié géré par les agences de l'eau et l'Agence française pour la biodiversité.

### Climat
Pour des articles plus généraux, voir Climat des Hauts-de-France et Climat du Nord.
En 2010, le climat de la commune est de type climat des marges montargnardes, selon une étude du CNRS s'appuyant sur une série de données couvrant la période 1971-2000. En 2020, Météo-France publie une typologie des climats de la France métropolitaine dans laquelle la commune est exposée à un climat océanique altéré et est dans la région climatique Nord-est du bassin Parisien, caractérisée par un ensoleillement médiocre, une pluviométrie moyenne régulièrement répartie au cours de l'année et un hiver froid (3 °C).
Pour la période 1971-2000, la température annuelle moyenne est de 9,9 °C, avec une amplitude thermique annuelle de 14,9 °C. Le cumul annuel moyen de précipitations est de 853 mm, avec 12,7 jours de précipitations en janvier et 9,5 jours en juillet. Pour la période 1991-2020, la température moyenne annuelle observée sur la station météorologique la plus proche, située sur la commune de Saint-Hilaire-sur-Helpe à 15 km à vol d'oiseau, est de 10,5 °C et le cumul annuel moyen de précipitations est de 802,4 mm,. Pour l'avenir, les paramètres climatiques de la commune estimés pour 2050 selon différents scénarios d'émission de gaz à effet de serre sont consultables sur un site dédié publié par Météo-France en novembre 2022.

## Urbanisme

### Typologie
Au 1er janvier 2024, Locquignol est catégorisée commune rurale à habitat très dispersé, selon la nouvelle grille communale de densité à sept niveaux définie par l'Insee en 2022.
Elle est située hors unité urbaine et hors attraction des villes,.

### Occupation des sols
L'occupation des sols de la commune, telle qu'elle ressort de la base de données européenne d'occupation biophysique des sols Corine Land Cover (CLC), est marquée par l'importance des forêts et milieux semi-naturels (95,3 % en 2018), une proportion sensiblement équivalente à celle de 1990 (95,4 %). La répartition détaillée en 2018 est la suivante : 
forêts (95 %), prairies (3 %), terres arables (1,1 %), zones urbanisées (0,3 %), milieux à végétation arbustive et/ou herbacée (0,3 %), zones agricoles hétérogènes (0,2 %), zones humides intérieures (0,2 %). L'évolution de l'occupation des sols de la commune et de ses infrastructures peut être observée sur les différentes représentations cartographiques du territoire : la carte de Cassini (XVIIIe siècle), la carte d'état-major (1820-1866) et les cartes ou photos aériennes de l'IGN pour la période actuelle (1950 à aujourd'hui).

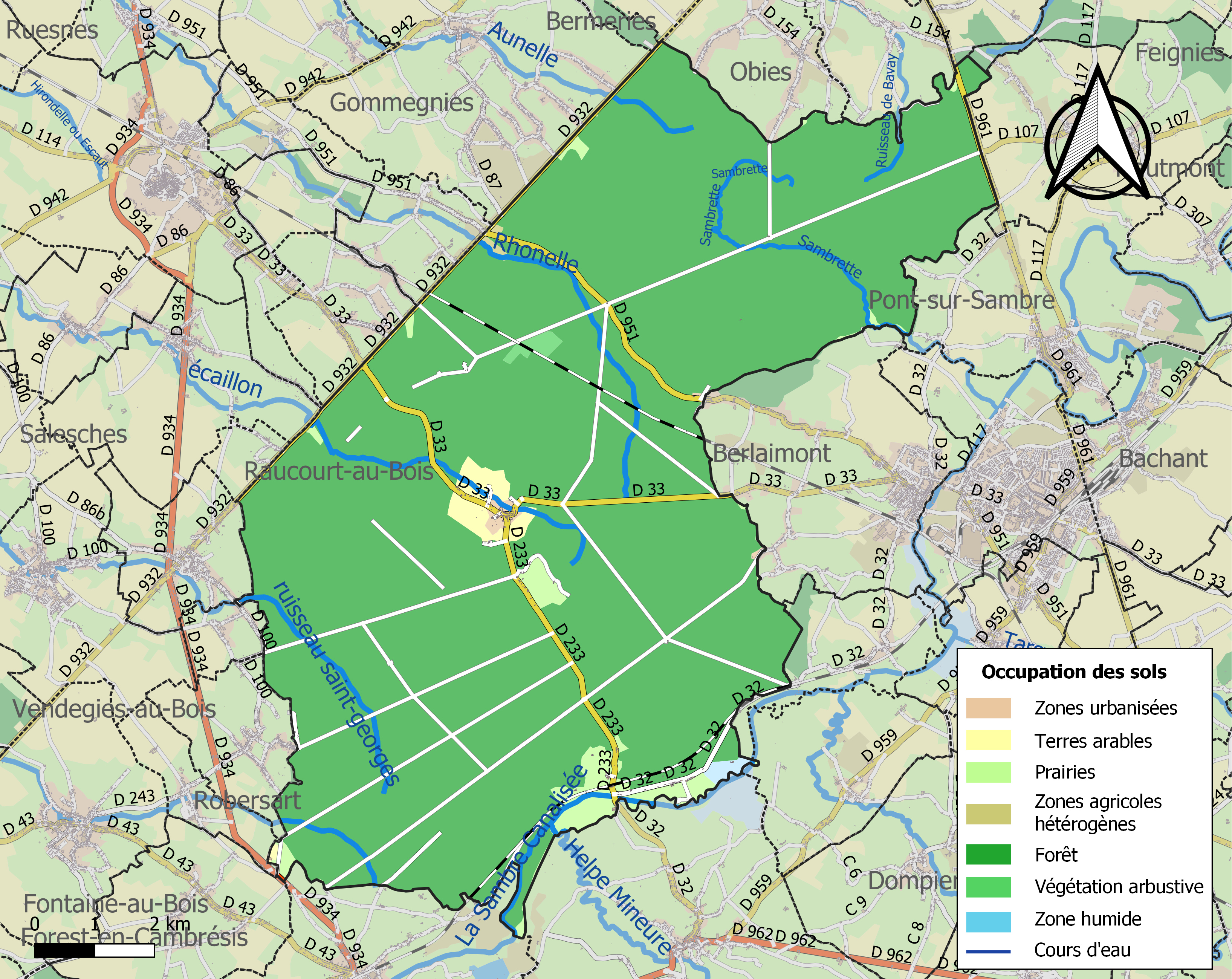
Carte des infrastructures et de l'occupation des sols de la commune en 2018 (CLC).

## Toponymie
- Etymologie : L'origine du nom d'une localité n'est jamais simple à trouver au vu de l'évolution du nom dans le temps et en fonction des différentes langues qui l'ont influencé. Deux hypothèses sont évoquées. La 1ère : Pour E. MANNIER, l'origine de "Locheneias" ne paraît être que la latinisation du mot "locken", signifiant petit lac, petit lieu creux, enfoncé. La 2ème : Le nom du village proviendrait de Locco, nom d'un propriétaire germain affilié à la lignée du Baron Locco, lequel apparaît comme allié du Prince Noir et rival de Lusignan dans le Roman de Mélusine de Jean d'Arras.

## Histoire
- Locquignol était à l'origine un rendez-vous de chasse et un élevage de chevaux des comtes de Hainaut. Leur château du Quesnoy n'était en effet pas loin.
- 1845 : Le dernier loup du Nord a été abattu à Locquignol, en forêt de Mormal, au XIXe siècle en 1845[43].
- 1882 : Après l'ouragan de 1876 qui a endommagé l'église, il fut décidé de la reconstruire en totalité. Le projet de l'architecte Jules Fiévet fut adopté en 1877 et les travaux terminés en 1881. La réception définitive a été effectuée en 1882.
- 1914-1918 : Pendant la Première Guerre mondiale, le village se trouve en zone occupée par les troupes allemandes. Il est libéré par des troupes britanniques le 4 novembre 1918.
- 1925 : Le 25 juin 1925, un avion postal parti des Pays-Bas en direction de Paris s'écrase dans la forêt de Mormal vers 11h30 près du carrefour du Chêne de la guerre. Le pilote néerlandais et les 3 passagers (2 néerlandais et 1 américain) sont tués sur le coup.
- 1940-1944 : Au cours de la Seconde Guerre mondiale, Locquignol est pris par les Allemands de la 5e Panzerdivision le matin du 18 mai 1940 lors de la bataille de France. Le 20 octobre 1943, un bombardier américain B-17, le Charley Horse, parti avec 18 autres avions depuis l'Angleterre pour bombarder Düren en Allemagne, s'écrase en forêt de Mormal. Sur les 11 membres d'équipage, un est décédé ; les 10 autres pu sauter en parachute avant le crash. Le village, occupé pendant plus de quatre ans, est libéré par les Alliés en septembre 1944.

## Héraldique
| Armes de Locquignol (Nord) | Les armes de Locquignol se blasonnent ainsi : D'azur à trois macles d'argent. |

## Politique et administration
Maire en 1802-1803 : Jean Jos. Renard.
Maire en 1807 : Huvel.

Maire en 1939 : Delfosse F.
| Identité                                      | Période   | Période | Durée | Étiquette                                                                                                  |
| Identité                                      | Début     | Fin     | Durée | Étiquette                                                                                                  |
| --------------------------------------------- | --------- | ------- | ----- | --- |
| Jean-Claude Bonnin (d), (né le 21 avril 1947) | mars 1983 |         |       | Rassemblement pour la République Union pour un mouvement populaire Les Républicains Rassemblement national |

## Population et société

### Démographie

#### Évolution démographique
L'évolution du nombre d'habitants est connue à travers les recensements de la population effectués dans la commune depuis 1793. Pour les communes de moins de 10 000 habitants, une enquête de recensement portant sur toute la population est réalisée tous les cinq ans, les populations de référence des années intermédiaires étant quant à elles estimées par interpolation ou extrapolation. Pour la commune, le premier recensement exhaustif entrant dans le cadre du nouveau dispositif a été réalisé en 2005.

En 2022, la commune comptait 297 habitants, en évolution de −19,73 % par rapport à 2016 (Nord : +0,51 %, France hors Mayotte : +2,11 %).
| 1793 | 1800 | 1806 | 1821 | 1831 | 1836 | 1841 | 1846 | 1851 |
| ---- | ---- | ---- | ---- | ---- | ---- | ---- | ---- | ---- |
| 588  | 632  | 719  | 797  | 680  | 683  | 699  | 646  | 615  |

| 1856 | 1861 | 1866 | 1872 | 1876 | 1881 | 1886 | 1891 | 1896 |
| ---- | ---- | ---- | ---- | ---- | ---- | ---- | ---- | ---- |
| 614  | 635  | 641  | 671  | 634  | 661  | 685  | 653  | 623  |

| 1901 | 1906 | 1911 | 1921 | 1926 | 1931 | 1936 | 1946 | 1954 |
| ---- | ---- | ---- | ---- | ---- | ---- | ---- | ---- | ---- |
| 583  | 591  | 520  | 545  | 505  | 497  | 445  | 413  | 446  |

| 1962 | 1968 | 1975 | 1982 | 1990 | 1999 | 2005 | 2006 | 2010 |
| ---- | ---- | ---- | ---- | ---- | ---- | ---- | ---- | ---- |
| 401  | 327  | 314  | 320  | 287  | 340  | 309  | 313  | 346  |

| 2015 | 2020 | 2022 | - | - | - | - | - | - |
| ---- | ---- | ---- | - | - | - | - | - | - |
| 370  | 302  | 297  | - | - | - | - | - | - |

#### Pyramide des âges
En 2018, le taux de personnes d'un âge inférieur à 30 ans s'élève à 29,1 %, soit en dessous de la moyenne départementale (39,5 %). À l'inverse, le taux de personnes d'âge supérieur à 60 ans est de 29,2 % la même année, alors qu'il est de 22,5 % au niveau départemental.
En 2018, la commune comptait 196 hommes pour 154 femmes, soit un taux de 56 % d'hommes, largement supérieur au taux départemental (48,23 %).
Les pyramides des âges de la commune et du département s'établissent comme suit.
| Hommes | Classe d’âge | Femmes |
| ------ | ------------ | ------ |
| 0,6    | 90 ou +      | 0,0    |
| 7,1    | 75-89 ans    | 6,8    |
| 20,7   | 60-74 ans    | 23,3   |
| 21,9   | 45-59 ans    | 28,6   |
| 16,0   | 30-44 ans    | 18,0   |
| 11,8   | 15-29 ans    | 12,0   |
| 21,9   | 0-14 ans     | 11,3   |

| Hommes | Classe d’âge | Femmes |
| ------ | ------------ | ------ |
| 0,5    | 90 ou +      | 1,4    |
| 5,3    | 75-89 ans    | 8,1    |
| 14,8   | 60-74 ans    | 16,2   |
| 19,1   | 45-59 ans    | 18,4   |
| 19,5   | 30-44 ans    | 18,7   |
| 20,7   | 15-29 ans    | 19,1   |
| 20,2   | 0-14 ans     | 18     |

## Lieux et monuments
- L'Église Saint-Pierre
- La gare de Hachette
- La Réserve naturelle régionale des Prairies du val de Sambre

## Personnalités liées à la commune
L'ancêtre maternel de l'écrivain Laurent Bourdelas, Philippe Vinoy, est né en 1746 à Locquignol; il y est mort en 1806. Laurent Bourdelas a évoqué l'histoire de sa famille notamment dans son récit Des Champs de fraises pour toujours paru chez L'Harmattan.

## Pour approfondir